# فمیلی سایکل
 فمیلی سایکل یا فمیلی سیرکل مجله‌ای است چاپ آمریکا که در سال به تعداد ۱۵ شماره منتشر می‌گردد. این مجله مربوط به زنان و اقتصاد خانواده‌است. نخستین شماره فمیلی سایکل در ۱۹۳۲ چاپ شد.